# Hrauneyjafoss kraftverk
Hrauneyjafoss kraftverk (isländska: Hrauneyjafosstöð) är ett vattenkraftverk vid Hrauneyjafoss i älven Tungnaá. 
Hrauneyjafoss kraftverk har en installerad effekt på 210 MW med tre Francisturbiner på 70 MW vardera. Kraftverket kan ge 1.300 GWh per år. Det tillhör Landsvirkjun och invigdes 1981.
Det ligger sydväst om Sigalda kraftverk och utnyttjar samma vatten som Sigalda. Det drivs tillsammans med Sigalda och Vatnafell i en kontrollcentral.
Floden Tungnaá är uppdämnd till den 8,8 kvadratkilometer stora Hrauneyjalón på ganska flackt land omkring 1,5 kilometer ovanför vattenfallet Hrauneyjafoss och sju kilometer nedströms Sigalda kraftstation, med en höjdskillnad på ungefär 15 meter. Fördämningen är en låg jorddamm på flodens södra sida.
Tre stålintagsrör, som är 4,8 meter i diameter, leder vattnet 272 meter ned till kraftstationen i berget. Därefter leder en dryg kilometer lång kanal vattnet till Spordöldukvísl, som mynnar ut i Tungnaá. 